# Bei Bei
Bei Bei (chinois : 貝貝) est un panda géant mâle né en 2015 au zoo national de Washington, (États-Unis). Il faisait partie de la diplomatie du panda des relations américano-chinoises et fut envoyé en République populaire de Chine le 19 novembre 2019 à l'âge de 4 ans. Il vit actuellement à la base de Bifengxia du centre de recherche et de conservation du panda géant, dans la province du sud-ouest du Sichuan. Il est le frère de Tai Shan, Bao Bao et Xiao Qi Ji.

## Histoire
Bei Bei est né le 22 août 2015, avec un jumeau décédé 4 jours après leur naissance. Sa mère est Mei Xiang,,; son père, par insémination artificielle, est le panda du zoo national Tian Tian. Au 7 octobre 2015, il pesait 1,8 kg et le 21 novembre 2019, 108 kg.
Nommé par Michelle Obama et Peng Liyuan, les épouses des présidents américain et chinois, Bei Bei a fait sa première projection publique le 16 janvier 2016. À 4 ans, le panda fut envoyé dans son environnement naturel en Chine. Le mardi 19 novembre 2019, Bei Bei quitta le zoo national avec le vétérinaire, le Dr Donald Neiffer, et sa gardienne de longue date Laurie Thompson sur le FedEx Panda Express pour la Chine. Il a atterri à Chengdu, en Chine, le mercredi 20 novembre 2019, et passa 30 jours en quarantaine avant de rejoindre les centre des pandas de Chengdu puis la base de Bifengxia où il vit actuellement.